# Wappingers Falls
Wappingers Falls è una località (village) degli Stati Uniti d'America, nella Contea di Dutchess nello Stato di New York. La cittadina è conosciuta turisticamente per le cascate del torrente Wappingers. Prende il nome dagli indiani Wappinger che hanno vissuto per secoli nel territorio che comprende l'attuale Contea di Dutchess e lungo il corso del fiume Hudson prima che vi arrivassero i coloni europei. Dista 251 miglia da Washington e 73 da New York.
Attualmente la popolazione di 4 929 abitanti (2 364 maschi e 2 565 femmine), è costituita da discendenti di ex emigranti europei nelle seguenti percentuali: 27,3 % da italiani, 20,5 % da irlandesi, 14,9 % da tedeschi, 5,6 % da inglesi e 3,7 % da americani. Il 3,2 % della popolazione è disoccupata mentre il 6,1 % è laureata o vanta diplomi professionali. È amministrata da un soprintendente e da un consiglio eletto dalla cittadinanza. Il suo territorio è per metà nel comune di Wappinger e per metà in quello di Poughkeepsie.

## Storia
Secondo le leggende locali, verso la fine del Seicento, Francis Rombout e Giulian Verplanck, mercanti di New York, comprarono con l'inganno il territorio dagli indiani Wappinger.
Romboult contrattò per tutta la terra che poteva vedere poi, come racconta la tradizione, furbescamente si arrampicò sulla cima del Monte Beacon. La sua concessione terriera includeva quel territorio che ora appartiene alla città di Beacon, di Wappingers Falls, Fishkill e East Fishkill e fu riconosciuta ufficialmente con un brevetto conferito dal re Carlo II d'Inghilterra nel 1685.
Nel 1840 il piccolo villaggio era diviso in due parti che occupavano l'insenatura del torrente: il lato orientale sorgeva attorno allo stabilimento “Franklindale” con una chiesa episcopale, una scuola, un grande mulino per la macinatura del grano e circa 30-40 case; il lato ovest denominato Ednamville sorgeva nelle immediate vicinanze di una grande fabbrica di cotone, una scuola e 30 case. Nel 1846 con la costruzione del ponte ferroviario sul fiume Hudson arrivarono i primi immigrati irlandesi e italiani.
Tra il 1860-'70 si aprì un periodo di grande sviluppo economico per il villaggio: fu fondato il primo giornale, la biblioteca pubblica, la scuola di Drake, le segherie di Johnson, e l'istituzione di Sweet Orr e di Company e ben 18 saloons. Nel 1785 assunse il titolo amministrativo di città.
Nel 1885 lo storico cotonificio “Franklindale” che impiegava oltre 130 operai veniva distrutto da un furioso incendio e nello stesso anno la fabbrica di pettini “Independent Comb Factory” con l'abolizione dei dazi doganali fu costretta a chiudere in quanto non più competitiva con l'intraprendente produzione tedesca. Fu meta prediletta degli emigranti di Magasa alla fine dell'Ottocento.